# Слобода (Червенський район)
Слобода (біл. вёска Слабада) — село в складі Червенського району Мінської області, Білорусь. Село підпорядковане Валевачівській сільській раді, розташоване в центральній частині області.